# Virtuální prohlídka

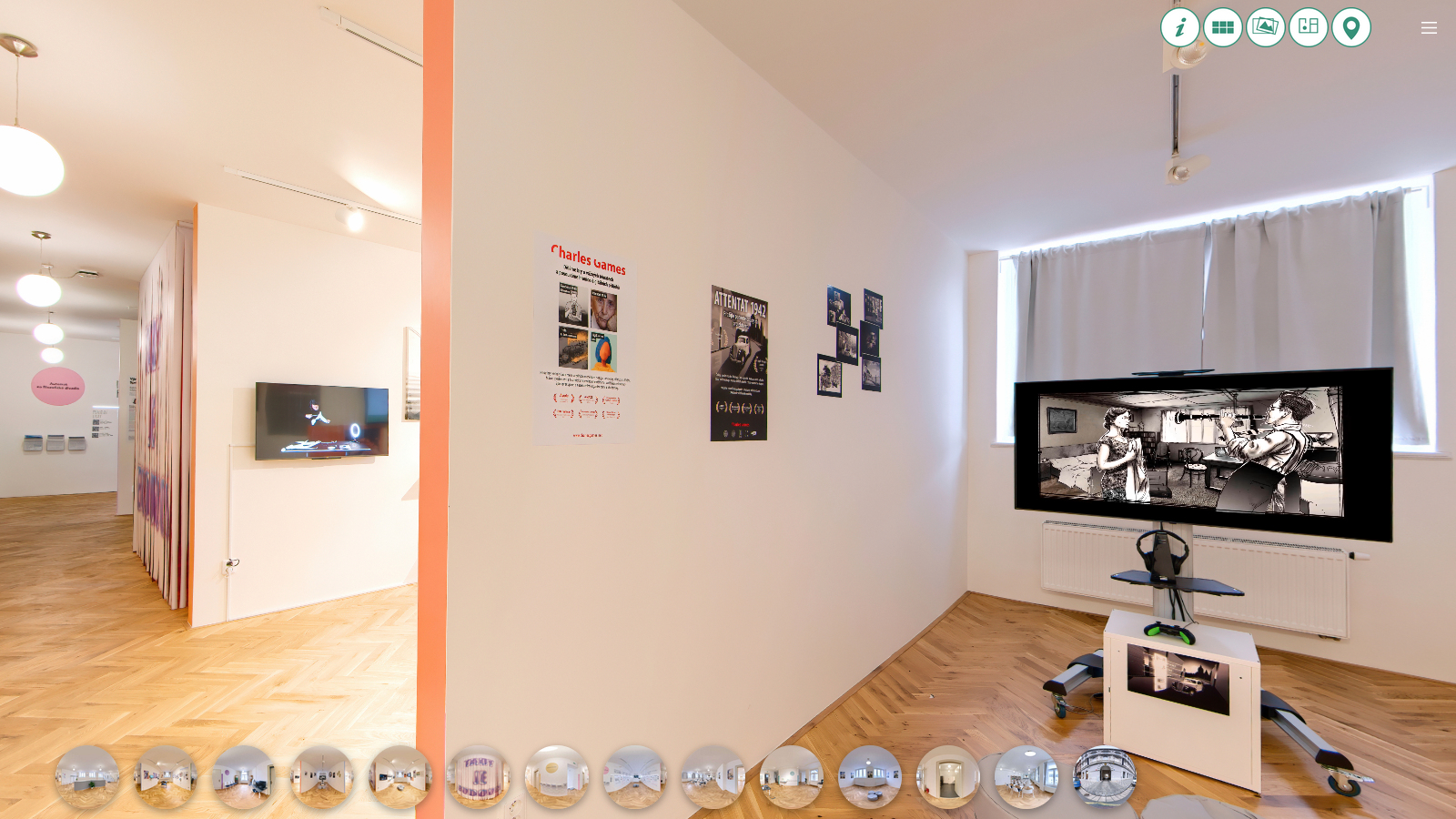
Virtuální prohlídka vzdělávacího centra Didaktikon UK Praha

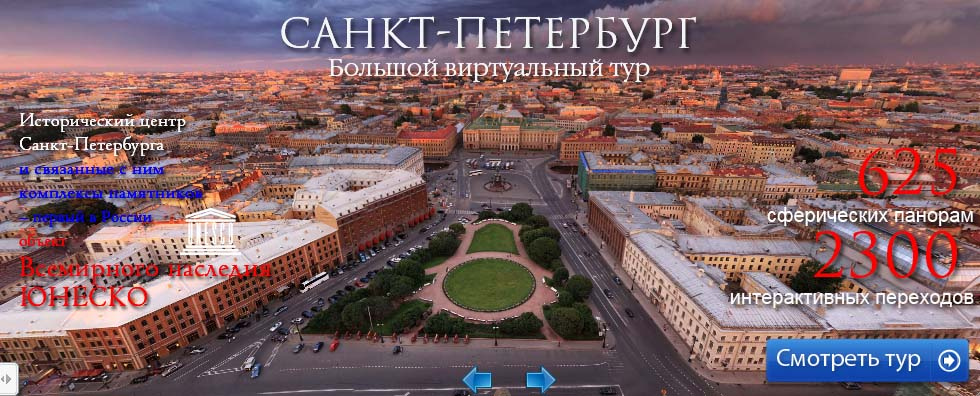
Virtuální prohlídka Petrohradu

Virtuální prohlídka je interaktivní prezentace prostoru. Na rozdíl od simulované 3D vizualizace se jedná o prezentaci reálně nasnímaných místností nebo exteriéru.

## Popis
Díky celkovému zornému úhlu 360° horizontálně a 180° vertikálně lze pomocí virtuální prohlídky získat mnohem lepší představu o prezentovaném prostoru, než nabízí běžná fotografie. Uživatel sledující virtuální prohlídku na obrazovce nabývá dojem, že je fyzicky přítomen na prezentovaném místě a může interaktivně pomocí myši či klávesnice volit směr, kterým se chce podívat. Vidí tak prostor a objekty kolem sebe, nad i pod sebou. Přiblížením si může prohlédnout zajímavé detaily a naopak oddálením získá širokoúhlý pohled.
Spojením několika virtuálních prohlídek pomocí aktivních bodů lze vytvořit virtuální procházku budovou či jiným prostorem. Problémem pak není projít z jedné místnosti do druhé pouhým pohybem myši.
Virtuální prohlídky lze dále digitálně upravovat a doplnit nejrůznějšími multimediálními prvky jako jsou hudba, mluvené slovo, popisky, obrázky, odkazy a videa, včetně prvků interaktivních. Virtuální prohlídky se dále využívají v mnoha oborech od turismu (hotely, volnočasové sportovní aktivity, galerie, hrady, zámky) přes vzdělávání (virtuální prohlídky škol, školek, odborných dílen) po nemovitosti, vědu, výzkum a zdravotnictví.